# Александров Анатолій Миколайович
Александров Анатолій Миколайович (нар. 25 травня 1888, м. Москва — пом. 16 квітня 1982, м. Москва, РФ) — радянський композитор, диригент, піаніст, музичний педагог, публіцист.

## Біографія
Народився в музичній сім'ї: батько — фармацевт Микола Олександрович Александров; мати — піаністка, учениця П. І. Чайковського Ганна Яківна Александрова-Левенсон (1856—1930). Мати дала йому перші уроки гри на фортепіано.